# Четвинд-Толбот, Генри, 18-й граф Шрусбери
Адмирал Генри Джон Четвинд-Толбот, 18-й граф Шрусбери, 3-й граф Толбот, 18-й граф Уотерфорд (англ. Henry John Chetwynd-Talbot, 18th Earl of Shrewsbury, 3rd Earl Talbot, 18th Earl of Waterford; 8 ноября 1803 — 4 июня 1868) — британский флотоводец и консервативный политик. С 1826 по 1849 год носил титул учтивости — виконт Ингестре.

## Ранняя жизнь
Родился 8 ноября 1803 года. Второй сын Чарльза Четвинда-Толбота, 2-го графа Толбота (1777—1849), от брака с Фрэнсис Томазин Ламберт (до 1785—1819), дочерью Чарльза Ламберта.
23 мая 1826 года после смерти своего старшего брата, Чарльза Четвинда-Толбота, виконта Ингестре (1802—1826), Генри стал носить титул виконта Ингестре.
10 января 1849 года после смерти своего отца, Чарльза Четвинда-Толбота, 2-го графа Толбота, Генри Джон Четвинд-Толбот унаследовал титулы 3-го графа Толбота, 3-го виконта Ингестре и 5-го барона Толбота.
В 1860 года после длительного и дорогостоящего судебного процесса в Палате лордов Генри Джон Четвинд-Толбот, 3-й граф Толбот, унаследовал титулы и поместья (в том числе и Алтон-Тауэрс) после смерти своего дальнего родственника, Бертрама Артура Толбота, 17-го графа Шрусбери (1832—1856), став 18-м графом Шрусбери, 18-й графом Уотерфорд и 18-м лордом-стюардом Ирландии.

## Военная карьера
Генри Толбот поступил на службу в королевский военно-морской флот в 1817 году. Получил чины лейтенанта в 1824 году и коммандера в 1826 году. В 1827 году он участвовал в Наваринском сражении, был отправлен вице-адмиралом Эдвардом Кодрингтоном в Лондон с донесением о победе. Вскоре он был произведён в капитаны. 9 марта 1831 года, его отец, лорд-лейтенант графства Стаффордшир, назначил его лейтенантом стаффордширских йоменов. 2 июня 1832 года отец назначил его подполковником милиции графства Стаффордшир, вышел в отставку с этой должности в начале 1846 года.
Генри Джон Четвинд-Толбот стал контр-адмиралом в 1854 году, в 1861 году — вице-адмиралом, а в 1865 году был произведён в адмиралы.
Виконт Ингестре, заседая в Палате общин Великобритании, был ведущим сторонником морского изобретателя Самуэля Альфреда Уорнера.

## Политическая карьера
Виконт Ингестре впервые был избран в Палату общин как один из двух представителей от Хартфорда в 1830 году. В мае следующего 1831 года он вновь был избран в парламент от города Арма, занимал депутатское место до августа 1831 года, а затем представлял в Палате общин город Дублин. В 1832 году он вновь был избран в парламент от Хартфорда. Однако по петиции 1833 года выборы были объявлены недействительными. В 1837 году он вернулся в Палату общин как один из двух представителей от Южного Стаффордшира. Это депутатское место он занимал, пока не стал преемником своего отца в качестве 3-го графа Толбота в 1849 году. После ввода в Палату лордов Великобритании он служил в 1852 году в качестве лорда в ожидании в правительстве графа Дерби (хлыст в палате лордов). С 1858 по 1859 год граф Толбот занимал должность капитана почетного корпуса джентльменов. В 1858 году он был приведен к присяге в Тайный Совет.

## Семья
8 ноября 1828 года Генри Джон Четвинд-Толбот, тогда носивший титул лорда Ингестре, женился на леди Саре Элизабет Бересфорд (10 ноября 1807 — 13 октября 1884), дочери Генри Бересфорда, 2-го маркиза Уотерфорда (1772—1826), и Сьюзан Карпентер (ум. 1827). У супругов было четыре сына и четыре дочери:
- Чарльз Джон Четвинд Четвинд-Толбот, 19-й граф Шрусбери (13 апреля 1830 — 11 мая 1877), преемник отца.
- Леди Виктория Сьюзан Четвинд-Толбот (27 февраля 1831 — 8 июня 1856), умерла незамужней
- Адмирал Достопочтенный Уолтер Сесил Карпентер[англ.] (27 марта 1834 — 13 мая 1904), депутат Палаты общин от графства Уотерфорд (1859—1865)
- Леди Констанс Гарриет Махонеза Четвинд-Толбот (15 июня 1836 — 10 октября 1901), жена с 1857 года Уильяма Шомберга Роберта Керра, 8-го маркиза Лотиана (1832—1870)
- Леди Гертруда Фрэнсис Четвинд-Толбот (21 мая 1840 — 30 сентября 1906), с 1874 года жена Джорджа Роберта Чарльза Герберта, 13-го графа Пембрука (1850—1895)
- Достопочтенный Сэр Реджинальд Артур Джеймс Четвинд-Толбот[англ.] (11 июля 1841 — 15 января 1929), депутат Палаты общин от Стаффорда (1869—1874) и губернатор штата Виктория (1904—1908)
- Леди Аделаида Четвинд-Толбот (8 июля 1844 — 16 марта 1917), жена с 1868 года Адельберта Браунлоу-Каста, 3-го графа Браунлоу[англ.] (1844—1921)
- Достопочтенный Альфред Четвинд-Толбот (14 сентября 1848 — 9 мая 1913), женат с 1882 года на достопочтенной Эмили Августе Луизе де Грей (1852—1912), дочери Томаса де Грея, 5-го барона Уолсингема.

Лорд Шрусбери скончался в июне 1868 года в возрасте 64 лет. Его титулы унаследовал его старший сын, Чарльз Четвинд-Толбот, виконт Ингестре, ставший 19-м графом Шрусбери. Графиня Шрусбери пережила своего мужа на шестнадцать лет и скончалась в октябре 1884 года в возрасте 76 лет.